# Hazit Ha’Moledet
Die Chasit ha-Moledet (hebräisch חֲזִית הַמּוֹלֶדֶת ‚Front der Heimat/Heimatfront‘) war eine zionistische paramilitärische Gruppe, die ausschließlich in Jerusalem operierte, nachdem sich ihre Vorgängerin Lechi mit der Gründung des Staates Israel am 15. Mai 1948 aufgelöst hatte.
Der Name Chasit ha-Moledet geht auf ein Bekennerschreiben zurück, das die Gruppe nach ihrem Attentat auf Graf Folke Bernadotte verbreitete. Bernadotte war der erste offizielle UN-Gesandte in Israel und Palästina. Er hatte versucht, ein Friedensabkommen zwischen Israel, den Palästinensern und den Israel benachbarten arabischen Ländern auszuhandeln. In einem Schreiben der provisorischen israelischen Regierung vom 20. September 1948 wurden "Chasit ha-Moledet" sowie Lechi als terroristische Organisationen bezeichnet.